# Villa Achterwerk
Villa Achterwerk was een kinderblok op televisie dat van 1984 tot 2014 werd uitgezonden door de VPRO.

## Ontstaan
In 1984 kreeg de VPRO zijn B-status en werd het aantal uren uitzendtijd flink uitgebreid. De VPRO besloot hierop om programma's voor kinderen te maken, een doelgroep waaraan volgens hen door de andere omroepen te weinig aandacht werd besteed. Op 7 oktober van dat jaar begon de VPRO met een kinderblok waarvoor door de jaren heen verschillende namen gebruikt zouden gaan worden, waaronder Het huishouden van Jan Steen en Bij Nieuwegein rechtsaf. Enkele jaren nadat het kinderblok verschoven was naar de zondagmorgen, ontstond de naam Villa Achterwerk. De naam is ontleend aan de kinderrubriek Achterwerk van de VPRO Gids, op de achterkant van het programmablad. Op deze pagina werden allerlei problemen van kinderen behandeld, waarop weer andere kinderen reageerden. In de jaren tachtig kreeg de rubriek uit de gids een televisieversie Achterwerk in de Kast, waarbij kinderen in een soort poppenkast gezeten, over hun alledaagse beslommeringen vertelden. Het programma was een groot succes. Nadien zouden meerdere kinderprogramma's van de VPRO de aanduiding Achterwerk in de naam krijgen.

## Presentatie
De presentatie van Villa Achterwerk (en de diverse voorlopers) heeft door de jaren heen in veel verschillende handen gelegen. Achtereenvolgens waren dit onder meer "Jan Steen", Siem van Leeuwen, "de drie dikke dames", "Arend en Fred" "Trud en P", "Ojee slagmolen en Joe", "Roos en haar mannen", Maxim Hartman en jonge presentatieduo's bestaande uit fans van Villa Achterwerk, ook wel zomerpresentatoren of "Villa Groepies" genoemd.

### Jan Steen
In 1984, toen het totaalprogramma Het huishouden van Jan Steen heette, werd de presentatie verzorgd door Arjé Plas die dat onder de naam Jan Steen deed. Het programma werd gepresenteerd vanuit een kamer met een rommelige indeling, waaruit meteen de naam van het programma verklaard wordt. Andere personages die in het programma voorkomen zijn: Buurman Grint (Burny Bos), Mevrouw Kei (Wieteke van Dort) en de Huisdichter (Martijn van Beem). Het programma loopt van 7 oktober 1984 t/m 23 februari 1985. Er komen elke week kinderen op bezoek bij Jan Steen om snoepjes te eten en video's te bekijken. Dat zijn onder andere de animatieserie La Linea en Buurman en Buurman. Van een eenheid was nog nauwelijks sprake, zo wordt het kinderblok tot tweemaal toe onderbroken voor het Journaal en Socutera. De programma's Achterwerk in de kast, Jip Sloop, Lange Jaap en de Wim T. Schippersserie Opzoek naar Yolanda worden op dezelfde dag uitgezonden, maar los van het totaalprogramma. Ook de Zweedse reeks Privatdetektiven Kant werd in deze periode op zondag door de VPRO uitgezonden.
Het programma wordt opgevolgd door de korte reeks Een kaart van steen waarin Simon Been (Siem van Leeuwen) samen met een bus vol kinderen op zoek gaat naar Jan Steen. De eerste aflevering is op 3 maart 1985, de laatste al op 7 april van datzelfde jaar. Tosca Niterink, Arjan Ederveen en Marjan Luif komen ook voorbij in het programma. Een speciale gast is journaallezer Joop van Zijl. Inmiddels is het programma verhuisd naar woensdagmiddag.

### Simeon van Leeuwen
Vanaf diverse buitenlocaties was Simeon van Leeuwen als presentator te zien, toen het programma vanaf 14 april 1985 de naam Bij Nieuwegein rechtsaf kreeg. Hij deed dit onder de naam Simon Been. Van Leeuwen is ook bekend geworden door het NCRV-programma Snelbinder en als een van de stemmen van Buurman en Buurman. Hij werd bijgestaan door de muis Tante Henkie gespeeld door (Karen van Holst Pellekaan). In deze tijd werd ook het programma Theo en Thea voor het eerst uitgezonden. Een ander nieuw programma is Plafond over de Vloer van Wim T. Schippers.

### Kees Prins
Simeon van Leeuwen werd opgevolgd door Kees Prins, die het aan elkaar praten van de jeugdprogramma's enkele jaren voor zijn rekening nam. Dit deed hij als zichzelf, maar ook als "De Bintjes", ondersteboven in beeld, alleen zijn kin te zien waarop twee gevouwen handjes (rond de neus) en een gezicht waren geschilderd. "De Bintjes" kregen later ook een eigen show in het programma. Andere nieuwe programma's zijn De grote dikke beer vertelt en Max Laadvermogen.

### De drie dikke dames / Neef Rik
De drie dames Mies Holland (Jeannette Oldenhave), Tini Beugel-de Bok (Thea Breederveld) en Wil Speer (Leny Breederveld) werden geïntroduceerd in het najaar van 1987, vanaf het moment dat de VPRO - als eerste Nederlandse omroep - op zondagmorgen kinderprogramma's ging uitzenden. De dames (dik gemaakt met een foampak) zaten in uitbundige jurken en een knotje op hun hoofd in een krappe driezitsbank (later vanuit een keuken), vanaf waar ze wekelijks op zondagochtend twee uur lang de kinderprogramma's van de VPRO aan elkaar praatten. Ze presenteerden niet alleen, maar zongen ook liedjes en waren verzot op het eten van taartjes. De programmering werd wekelijks voorafgegaan door een animatie van een VPRO-logo dat 's ochtends uit bed kwam, naar zijn werk ging en daar een beeldbuis in gang zette. Als de drie dames afwezig waren, presenteerde Rik Hoogendoorn het programma als Neef Rik, de neef van het drietal. De drie dikke dames zongen aan het begin van iedere zondagochtend een liedje, waarvan de muziek van het eerste couplet min of meer gelijk was aan het nummer "Sh-boom sh-boom" van The Crew Cuts.
In deze periode kwamen er veel nieuwe programma bij, zoals Rembo & Rembo, Mevrouw Ten Kate, Dag Meneer de Koekepeer, De weg naar school, Butter, cheese and Deltaworks, Pootjes met Midas Dekkers, De Freules en Dokter Krankenstein, en Zakken (gepresenteerd door Koen Venken en was te zien gedurende 1991). Ook introduceerde Villa Achterwerk een aantal Duitse en Zweedse series waaronder Doldwazen en Druiloren, Eerste Liefde, Majesteit Uw Ontbijt, Hals over kop en Mus met de lange poten

### Arend en Fred / Trud en P/ Ojee slagmolen en Joe
In de zomer van 1992 werden de drie dikke dames opgevolgd door Arend (Peter Drost). Vanuit de VPRO-Zomerschool praatte hij de alle programma's aan elkaar. Hij was niet alleen in de school, want in de school bevond zich ook Freds videohoek. Hierin ontving Fred (Jaap Boots) kinderen en bekende Nederlanders voor een gesprek en keek met hen naar televisieprogramma's. In de school bevond zich ook het reisbureau "ZZZ" dat werd bestierd door de eigenwijze Trud (Marlies Helder) en haar onhandige echtgenoot P (Pieter Tiddens).
Na de zomer van 1992 werden Arend, Fred, Trud en P uit de school gezet omdat er weer kinderen in de school moesten. Na de laatste aflevering van Zomerschool moesten Trud en P in een extra uitzending genaamd "kinder eldorado" bij de directeur komen. Hij bekeek met hen een aantal jeugdprogramma's. Daarna overhandigde hij Trud en P de sleutels van de Villa. Een bips van plastic werd door Trud en P (de nieuwe presentatoren) bij de ingang bevestigd, en aldus kreeg de villa op 4 oktober 1992 haar naam "Villa Achterwerk". Deze naam zou vanaf dan de vaste naam zijn van het kinderblok. Fred kreeg in Villa Achterwerk zijn eigen programma, dat sterk leek op wat hij al in de Zomerschool deed. Het duo Trud en P bleef een tijdje, maar de vorm van het kinderblok veranderde vrij snel. Vaste presentatoren verdwenen. De villa bleef wel in beeld. Programma's werden soms aan elkaar gepraat door een voice-over met een zware stem of door Trud en P vanuit een soort tuinhuisje.
In de zomers werden ze twee keer vervangen door Ojee Slagmolen (wederom Peter Drost) en Joe (Mattie Poels). Dit vrolijke duo keek televisie en maakte muziek.
Enkele nieuwe programma's in deze periode zijn: een docusoap over 8e-groepers genaamd Guppies, Zaal in Huis met Rik Zaal die op bezoek gaat bij kinderen om te kijken hoe ze wonen en waar ze buiten spelen, Onze Buurt, Een Zoen van Mij met de 3 dikke dames, de Belgische serie De tuin en de serie De Man met de hoed.

### Jos Sterk
Hierna werd korte tijd de presentatie verzorgd door Jos Sterk. Sterk werd gespeeld door Peter Zegveld. Jos Sterk was een soort klusjesman die een winkeltje met een werkplaats had ergens aan een gracht waar hij oude televisie- en radiotoestellen repareerde. Hij was een aardige gozer maar als hij merkte dat iemand kritiek had op een van de programma's (bijvoorbeeld "De Boeven" in plaats van "De Boefjes") dan wilde er weleens een radio of televisie sneuvelen.

### Mandy Niermans (voice-over) en de kijkers
Na het vertrek van Jos Sterk kwam er geen nieuwe presentator in beeld. In plaats daarvan werd tussen de programma's door het beeld opgevuld met het Villa Achterwerk-logo en bewegende animaties. Deze animaties hadden duidelijke popart- en dada-invloeden zoals dansende theepotten, speelgoedrobotten, poppetjes en een hele verzameling oude verroeste wekkers. Ook waren er vaak filmpjes vanuit de villa van een man met wasknijper op zijn neus. Deze man was Theo Schouwerwou en zou later, in 1996, Wim van Oorschot worden bij "Roos en haar mannen". De voice-over werd gedaan door Mandy Niermans. Niermans gebruikte enkele vaste "uitsmijters" bij Villa Achterwerk. Uitspraken als 'Hasta la pasta! tot morgen! tot de volgende Villa!', 'Aufwiederschnitzel' en 'Doe de groeten aan je verkering' werden erg populair bij de jeugd. In deze tijd mochten ook de kijkers regelmatig vanuit de villa presenteren, in de uitzendingen op zondag en woensdagmiddag.

### Telly, Florien en Maxim Hartman
In 2001/2002 werd de presentatie gedaan door het duo Telly en Florien, zij werden bijgestaan door Maxim Hartman (Regie: David Lammers en Eddie Wölcken).

### Tante Jet van de villaflat
In de zomer van 2001 werd Villa Achterwerk gepresenteerd door tante Jet, vanuit haar villaflat. Het scenario en de regie waren in handen van Eddie Wölcken, tante Jet werd gespeeld door Martine Sandifort.

### Roos en haar Mannen
Gedurende tien jaar, met enkele onderbrekingen, hebben Roos en haar Mannen Villa Achterwerk gepresenteerd. De eerste aflevering met het trio was in de zomer van 1996. Het programma werd gepresenteerd vanuit De Villa Fabriek en zou eigenlijk maar een zomer te zien zijn. In korte tijd werd het drietal echter zo populair dat ze na de zomer de vaste presentatoren werden. Later presenteerden ze ook vanuit De Villa Studio en het Villa Hotel. Het programma kenmerkt zich door over-the-hill humor, diverse stunts en gasten die op bezoek kwamen. Bekend zijn ook de geluids- en visuele effecten die werden gebruikt in het programma, zoals de herhalingseffecten. Als Roos aan haar Mannen een klap uitdeelt wordt de klap bijvoorbeeld gelijk drie keer achter elkaar versneld uitgezonden. Ditzelfde gebeurt ook altijd bij het remmen of het slaan met de deur van de auto. Het programma werd traditioneel afgesloten met een druk op een rode knop.
Rolverdeling:
- Roos van der Zande (Raymonde de Kuyper). Roos loopt altijd rond in een rood mantelpakje, is verslaafd aan roze koeken en ze is een bazig persoon. Zij is de presentatrice van het programma.
- Gert Jan van Rossum (Raymond Thiry). Van Rossum zorgt voor het camerawerk en is erg chaotisch en hyperactief: vaak vindt hij allerlei rare apparaten uit waarmee experimenten gedaan worden die volgens hemzelf echter "helemaal niet gevaarlijk zijn". Ook is hij een fervent verzamelaar van stoepranden en is hij dol op geweld. Hij is degene die aan het einde van het programma het vaakst op de rode knop drukt.
- Willem van Oorschot (Theo Schouwerwou). Van Oorschot is de geluidsman en is erg gehecht aan zijn knuffelbeer Pluis. Hij laat zich vaak meeslepen door de rare plannen van Van Rossum.

Scenario en regie was in handen van Ben van der Meyden.
Op 18 juni 2006 was hun laatste uitzending. Wanneer Roos en haar Mannen op vakantie waren, namen soms andere Villagezichten en bekende Nederlanders de presentatie over. De presentatie werd in die periodes onder meer verzorgd door Rick de Leeuw, Skik, Willem en Mick (Willem Simons en Stijn Koomen) van de serie Ik ben Willem, Maxim Hartman (van onder anderen Rembo & Rembo), Wim T. Schippers, Madelief (Madelief Verelst) en Robbie (Damien Hope) van de serie Madelief, Postbode Siemen (Joep Onderdelinden) van Zaai en Mevrouw de Haas (Judith Bovenberg) van Loenatik
Nieuwe programma's zijn onder andere: Oma Hondje, Madelief, Toscane, Loenatik, Ik ben Willem, Taarten van Abel, Zaai. Ook was de serie Misdaad Gezocht te zien. In deze serie stonden Roos en haar mannen zelf centraal. Hierin werden zij bijgestaan door commissaris Knijp, gespeeld door Aat Ceelen.

### Zomerpresentatoren / Villa Groepies
In de zomers van 2005 en 2006 zijn de presentatoren van Villa Achterwerk elke week wisselend. Jonge presentatieduo's die uitgekozen worden via de Villa Achterwerk Groepies site. Regisseur Eddie Wölcken schept zo ruimte voor nieuw talent, met wisselend succes. In 2005 werd gedurende de zomer al op deze manier de presentaties overgenomen, in 2006 kwam daar een video-uploadwebsite bij waar kinderen en volwassenen filmpjes kunnen uploaden die bij Villa Achterwerk vertoond worden of waarmee auditie gedaan kon worden voor de presentatie.

### Villa Live
Vanaf januari 2007 werd het roer totaal omgegooid. Regisseur Eddie Wölcken en programmamaker Hansje Quartel stuurden het team aan van het nieuwe Villa Live. Een twee uur durend liveprogramma op de vertrouwde Villazondag. De duo’s Fanny & Alma en Wouter & Glenda presenteerden afwisselend het programma. Daarnaast waren filmrecensenten Daniel & Simon en theaterrecensenten Maurits & Mitchell vaste gezichten van het programma. Door tegenvallende cijfers (rond de 60 000) keerde het programma in deze vorm niet meer terug. In het nieuwe seizoen maakte Villa Live een doorstart door het veranderen van een letter. Het heet vanaf nu Villa Life.
Villa Achterwerk anno 2008 heet Villa Life en is een onderdeel geworden van het kinderblok Zapp op Nederland 3. De presentatie ligt in handen van rapper Willie Wartaal en acteur Horace Cohen. Met vaste rubrieken zoals 'matties 4 life', de mijn verhaal bank, de boekenbank en gamesbesprekingen. Kinderen kunnen in deze tijd ook webcamfilmpjes insturen waarvan de leukste in het programma worden vertoond. Dit laatste onderdeel is een moderne versie van Achterwerk in de kast.

### Zomervilla 2007 Summer City Cops / Villa Achterwerk City Cops (V.A.C.C.) 2008
Tijdens de zomer van 2007 presenteerden de Summer City Cops de zondagprogrammering van Villa Achterwerk onder de begeleidende teksten van de Villa Summer City DeeJee, die op die manier de verschillende programma's aan elkaar sprak. Ook het najaar 2007 van Villa Achterwerk werd gepresenteerd door de "Villa Achterwerk City Cops" en de DeeJee. De twee citycops werden gespeeld en bedacht door Tom Brevoord en Ben van der Meyden. Ook maakten zij samen met Fred Forehead (Marcel Warnas) de culthit "Haal die broek op". Deze presentatie die bedoeld was voor dertien weken heeft met enkele onderbrekingen uiteindelijk tot september 2008 geduurd.

### Villa Achterwerk - Het onderste uit je kan
In het najaar van 2008 werd het roer opnieuw omgegooid en heette het programma weer als vanouds Villa Achterwerk. Het programma kreeg echter nu de toegevoegde titel: Het onderste uit je kan! Het programma duurt nu nog maar 1 uur in plaats van 2 uur en er keert een oude bekende terug als presentator, Maxim Hartman. Hij reist heel Nederland door en gaat op (be)zoek bij de kijkers en maakt overal reportages van. Ook keren een aantal series (Tijdens de periode van Villa live en Villa life waren er geen opzichzelfstaande series en programma's te zien) terug, waaronder Taarten van Abel, Ik ben Willem, De Daltons, Koekoek, Toscane en Potje sport. Ook zijn er nieuwe series. Dit zijn de griezelserie Verhalen uit de zoutvloed met Frank Lammers, Danni, De Grote Hummimummi karaoke show, Jonge pikkies en de interactieve serie Raaf mixer, waarin de kijkers steeds bepalen hoe het verhaal verdergaat.

### Villa Achterwerk - The Popgroep
In 2009 begint Villa Achterwerk het nieuwe jaar met extra lange uitzendingen op zaterdag en zondagochtend onder de noemer Villa Achterwerk - non stop!. In de eerste week was er de Zaai-marathon. Later volgden nog de Madelief-marathon, Willemspark-marathon en de Polleke-marathon. Vanaf februari 2009 zijn er nieuwe gezichten in de Villa. Janice, Mike, Donna en baby Justin zijn elke zondag te zien in hun eigen soap The Popgroep vanuit de villa. Ze wonen hier zonder ouders en beleven avonturen, maken muziek en hebben het vaak aan de stok met de boze buurvrouw. De personages zijn geen echte mensen, maar poppen. De poppen zijn ontworpen en gemaakt door Judith Driessen. Het is de eerste keer sinds het ontstaan van Villa Achterwerk dat het programma door poppen wordt gepresenteerd. The Popgroep loopt als rode draad door het uur heen, en wordt afgewisseld met de nieuwe Villaprogramma's Dubbelleven, Klerenzooi, Proefdier, Over Liefde, Dr. Sjoerd en Geloof Je Dat?.
Rolverdeling:
- Jannis - Sanne Vogel
- Mike - Wouter de Jong
- Donna - Sanne Vogel
- Baby Justin - Wouter de Jong
- Buurjongen Pepijn - Marc Zwiers
- Moeder - Rifka Lodeizen
- Vader - Ben van der Meyden
- Buurvrouw - Sanne Wallis de Vries
- Suus - Sanne Vogel
- Daan - Wouter de Jong
- Gitaarman - Peter van Rooijen
- Janus - Ben van der Meyden
- Opa - Wouter de Jong
- Drukkerij vader van Suus- Martin van Waardenberg
- Bert de zoon van de buurvrouw- Egbert-Jan Weeber
- Kai - Phi Nguyen

### Villa Achterwerk - Van hier tot Tokio
Sinds september 2010 was de presentatie van de zondagochtend weer in handen van levende figuren. Het verhaal van de presentatie concentreert zich rondom de drie personages Kai, Moen en Miki. Hierbij reist het drietal kriskras overal naartoe in binnen- en buitenland; "van hier tot Tokio". Ondertussen komen ze vreemde figuren tegen, wordt er gezongen en is er weer een hoop chaos. Naast dit alles kondigen ze ook nog eens de programma's aan. Het eerste seizoen was de thuisbasis van de drie een leegstaand pakhuis. In het tweede seizoen runnen Kai, Moen en Miki een sushiwinkel.
De drie willen ook graag een boodschap meegeven aan de kijkers en dat is 'PLUR', wat staat voor 'Peace, Love, Understanding & Respect'. Kijkers kunnen via diverse social media meedoen met het programma en contact onderhouden met de presentatoren. Ook worden er dingen buiten het programma om georganiseerd zoals tekenles van Kai.
Rolverdeling:
- Kai gespeeld door Phi Nguyen
- Moen gespeeld door Nhung Dam
- Miki gespeeld door Marian Dang (Verscheen toen Bo naar Zuid-Korea emigreerde)
- Bo gespeeld door Na-Young Jeon (Alleen seizoen 1)

Een aantal nieuwe programma's zijn Nerd TV, Villa book of records en We gaan nog niet naar huis met Tim Haars, Holland sport junior, Yotta, Freek op safari, De Kook mythe show en Gek op jou met Yes-R. Ook zijn er weer losstaande Villaprogramma's (deze worden buiten het totaalprogramma uitzonden) zoals de series Docklands, Het Gordijnpaleis van Ollie Hartmoed en Doctor Cheezy

### Villa Achterwerk - Elke dag als het mag
In de loop van 2013 werd met de van Hier tot Tokio-opzet gestopt. Besloten werd om gelijk ook te stoppen met vaste presentatoren en een totaalprogramma. Hoewel de kinderprogramma's van de omroep de aanduiding Villa Achterwerk blijven houden, worden ze niet meer per se achter elkaar in een blok uitgezonden. De kinderzender ZAPP wil kijken of de programma's los van elkaar beter aansluiten op de rest van de programmering. De VPRO heeft zich bij deze beslissing moeten neerleggen maar sluit niet uit dat er in toekomst (al dan niet sporadisch) een totaal programma met of zonder presentatoren terug zal keren.
Onder de noemer Villa Achterwerk - Elke dag als het mag zendt de VPRO dagelijks programma's voor kinderen uit bij Z@ppelin en ZAPP. Dit zijn reeds bestaande programma's maar ook nieuwe programma's en series. Bij elk programma wordt er verwezen naar de Villa website welke meer dan ooit aansluit bij het programma. De bedoeling hier van is dat er in de toekomst op elk gewenst moment naar jeugdprogramma's van de VPRO gekeken kan worden. Ook als Villa Achterwerk niet op televisie is. Vandaar de duiding: Elke dag. Kinderen kunnen televisie kijken als het mag van de ouders. Vandaar de duiding: Als het mag
Op de site kunnen kijkers kiezen tussen Kijk, Blijf en Volg. Met Kijk kan iedereen online oude en nieuwe Villa-programma's (terug)kijken. Onder Blijf zijn er allerlei aan de programma's gerelateerde onderdelen te vinden. Zo kan er actief mee gedaan worden, zijn er extra's te bekijken, er kan gelezen worden en de kijker blijft op de hoogte van de allerlaatste nieuwtjes. Ook zijn er diverse blogs te vinden. Onder Volg kun je interactief alles volgen wat voor jou interessant is en wordt er veel gedaan met sociale media.
Enkele nieuwe programma's op zowel televisie bij ZAPP als via de website zijn Bikkels, Dansen met Raoul, Nederland van boven junior, Mag ik een handtekening?, De Makkelijke moestuin en Beestieboys. Ook zijn er op de site, doordeweeks en tijdens vakanties, reeds bestaande en oude Villa Achterwerk-programma's te zien zoals Buurman en Buurman, Gek op jou, Proefdier, Mooiboys 4 ever, Taarten van Abel, Freek op Safari en Codewoord Koekoek. Maar ook Villa-klassiekers zijn te zien, zoals Zaai, Achterwerk in de kast, Loenatik, Familie van der Ploeg, De 3 dikke dames, Theo en Thea, Max Laadvermogen en Purno de Purno.

## Villaprogramma's
- 1 F's cool
- 26.000 gezichten
- 45 toeren
- 4th floor
- Aangespoeld
- Achtertuin van Jan Wolkers
- Achterwerk in de Kast
- Achterwerk met een staartje
- Addams Family
- Alleen ik ben Timo
- Alles voor de band
- Als de zomer komt
- Anansi
- Ans en Hans Gans
- Apie van de Hoek
- Automatick
- De Avonturen van Tijn
- Ayla het tsunamimeisje
- Babar
- Bailey kipper pov
- Barbapapa
- Barbazan
- Villa Beagle
- Bee Be TV
- Beestieboys
- Beltrusten
- Bij wijze van gezegde
- Bikkels
- De Bintje Show
- Blikschaters
- Bloot
- Bobby's Body
- De Boefjes (Our Gang)
- Bonk & Beer
- Boter, kaas en deltawerken
- Bram & Moos
- Brieven uit Nicaragua
- Broertjes
- De Bruikleners
- Buizerd
- Bunnies
- Busters wereld
- Buurman Bolle
- Buurman en Buurman
- Casa Poetica
- Charlie Brown en Snoopy show
- Clip die dip
- Codenaam Køken
- Codewoord Koekoek
- Coupe Troep
- Crazy Sports
- De Daltons
- De Familie MagDat?
- Danni
- Dat heeft ik weer
- Def Dada
- Didi kompas
- Die man met die Olifant
- Dinie's Dierenshop
- Dit is...
- Docklands
- Doctor Cheesy
- Dokter Sjoerd
- Doldwazen en druiloren
- Droomklus
- Drs. P op teevee
- Dubbelleven
- Echt gebeurd
- Eefje Wentelteefje
- Het eiland
- Erwassus
- Erwtje
- EWGNNNH
- Familie van der Ploeg
- Ffukkie Slim
- Frankensteins tante
- Fred's videohoek
- Fred Expres
- Fred op Zee
- Freek op safari
- De Freules
- Gebakken Mannetjes
- Geef je ouders maar weer de schuld
- Geheime Gedachten
- Geheimen van het schoolplein
- Genante verhalen
- De grote dikke beer vertelt
- De Grote Hummimummi Karaoke Show!
- Gluren bij de buren
- Goochem
- Het Gordijnpaleis van Ollie Hartmoed
- Griezelverhalen voor ettertjes
- Guppies
- Haai Henkie
- Hals over kop
- Hamm en Hoppa
- Hammie Hamster
- Harry Buis
- Hazepad 4
- Hebbiedaar
- Held op sokken
- Heuvelland Ziekenhuis
- Hit the road
- Hoe voelt dat?
- Hola Lara
- Holland Sport Junior
- Hondjes
- Iedereen kan dansen
- De ijzersterke verhalen van Cowboy Harry
- Ik ben Willem
- Ik heb een droom
- Ik zag je in de zomer
- In de schoenen van...
- In het land van de verzamelaars
- Jahoor!
- Jeezie Mekreezi show
- Jong geleerd, oud gedaan
- Jonge pikkies
- Kamervragen
- Katjakaj en Bentebent
- Keepvogel
- Kidz in da city
- Kinderbevrijdingsfront
- Kinderdetectivebureau
- Kip
- KlapKlips
- Kleine Vampier
- Kleine Heks
- Klerenzooi
- Kletskoppen
- Koekoek
- De Kookmythe show
- La Bamba
- Een lange hete zomer
- Laura en Lena Fhijnbeenshow
- Lekker Dansen
- Loenatik
- Lotte
- Machinepark
- Madame Baba
- Madelief
- Mag ik een handtekening?
- De makkelijke moestuin
- De man met de hoed
- Mannetje & Mannetje
- Mariken
- Maurits & Mitchell theater recensie
- Max en Peep
- Max Laadvermogen
- Dag Meneer de Koekepeer
- Meneer Rommel
- Mevrouw ten Kate
- Midas
- Mijn eerste liefde
- Mijn vader is...
- Misdaad gezocht
- Mooiboys 4 Ever
- Mus met de lange poten
- Muziekte
- Nationale Wetenschapsquiz Junior
- Nederland van Boven Junior
- Nerd tv
- Nonni en Manni
- NY Doggie stijl
- Oma Hondje
- Onze buurt
- Opzoek naar Yolanda
- Overleven in NL
- Over liefde
- Pakweg de Pakstraat
- Panda Pim
- Pingu
- Pinkenplace
- Plafond over de vloer
- Plankenkoorts
- De poesjes
- Polleke
- Pootjes
- Poppentje
- Potje Sport
- Proefdoer
- Proefles
- Purno de Purno
- Raaf mixer
- Raar
- Rare jongens
- Ravioli
- Rembo & Rembo
- Reisbureau zzz
- Retourtje Cinekid
- Ruilen
- Ruilen Internationaal
- Rupert Bear
- Schepper de Schep
- Sjaarloos
- Skip
- Snugger Konijn
- De Sommeltjes
- Spring maar achterop
- Statnou
- Stefpacking
- Sterke verhalen uit Zoutvloed
- Stinkie en Boudewijn Show
- Stupicupido
- Super Tim
- Taarten van Abel
- Taxi van Palemu
- Teckel Titus
- Te jong / te oud
- Teken Meej Avec Reneej
- Telly en Florien
- Theo en Thea
- Tijd van je leven
- Tijn en het tientje
- Tokkè vertelt
- Toscane
- De tuin
- Turbotuig
- Typotoons
- United stuff of America
- Van de straat
- Van de televisie
- Het verhaal van...
- Verhalen van de Boze Heks
- Vers van ver
- Villa Book of records
- Vol gas
- Vreemde E.E.N.D.
- Waknouzie
- Wallace & Gromit
- Watt?
- The White Cowboy
- Wie was je opa's opa, opa?
- Wij zijn vrienden
- Willemspark
- Woensdag Wonderdag
- Yotta
- Zaai
- Zaal in huis
- Zakken
- Zeeuws Meisje
- Zo zie je maar
- Zuurkool
- Zwarte muis (Souris noire)

## Prijzen
Villa Achterwerk-programma's vallen traditioneel nationaal en internationaal vaak in de prijzen. Hier volgt een aantal van deze prijzen:
- De Daltons - Emmy Award, Gouden Zapper, Auburn International Film & Video festival for children and young adults: 3e plaats; Tadgell's Bluebell Honor Award, Grote Kinderkast televisieprijs in de categorie fictie

Winnaars Cinekid 2006:
- De Gouden Cinekid Kinderkast - Docklands: Nina en Jelle
- Cinekid Kinderkast juryprijs non-fictie - Overleven in NL: Het Busje
- Cinekid Kinderkast juryprijs fictie - Docklands: Nina en Jelle
- Cinekid Kinderkast publieksprijs non-fictie - Ayla het tsunamimeisje

2011:
- Cinekid Best Overal Television Jury Award - Ik heb een droom